# Zdeněk Ceplecha
Zdeněk Ceplecha, né le 27 janvier 1929 à Prague (alors en Tchécoslovaquie) et mort le 4 décembre 2009 dans cette même ville (alors en Tchéquie), est un physicien tchèque réputé pour ses activités dans le domaine de l'entrée atmosphérique des météores et météorites et qui a porté son laboratoire au premier plan mondial dans ce domaine.

## Biographie
Il étudie à l'université Charles où il est diplômé de la Faculté des Sciences Naturelles en 1952 et obtient un doctorat en 1956 et un doctorat d'état en 1967.
Dès l'âge de 15 ans il adhère à la société astronomique tchèque. En 1951 il publie un article sur la détection des Perséides à partir d'un réseau de détecteurs optiques au sol. Il commence à travailler dès cette année là à l'institut astronomique central d'Ondřejov où il effectuera toute sa carrière. Devenu directeur, il portera le laboratoire au premier rang dans le monde.
Au cours des années 50 il crée un réseau d'observation utilisant des caméras grand angle du ciel utilisant des objectifs fisheye et de spectrographes permettant l'observation de phénomènes brefs : météores ou météorites, étoiles variables, occultation d'étoiles par des exoplanètes ou contreparties optiques de sursauts gamma. Cette installation devient célèbre quand elle permet d'observer l'entrée atmosphérique d'un objet connu, (9884) Příbram, de calculer sa trajectoire et de retrouver des fragments de cette météorite. Ce réseau s'agrandira en Europe Centrale et en Europe de l'Ouest pour devenir le European Fireball Network en 1959.

## Distinctions
- Prix George Perkins Merrill de l'académie nationale des sciences des États-Unis, 1984.
- Médaille d'or de l'académie tchécoslovaque des sciences, 1989.
- Prix František Nušl de la Société d'Astronomie tchèque pour l'ensemble de sa carrière[3], 2004.
- Prix Praemium Bohemiae de la fondation Bohuslav Jan Horáček, 2006.
- Médaille du Mérite de 2ème classe, 2009.

Une planète mineure a été baptisée (2198) Ceplecha.